# Stephans kvintett
Stephans kvintett är en synlig galaxhop bestående av fem galaxer, belägen i stjärnbilden Pegasus. Hopen upptäcktes 1877 av Édouard Stephan vid Marseilles observatorium. Stephans kvintett är den mest studerade av alla galaxhopar. Den starkast lysande medlemmen är spiralgalaxen NGC 7320.